# 魯道夫·克納爾
魯道夫·伊格納茨·克納爾（德語：Rudolf Ignaz Kner，1810年8月24日—1869年10月27日）是一名奧地利地質學家、古生物學家、動物學家和魚類學家。他也寫過一些詩，由他的姐夫K·A·卡爾滕布倫納（K.A. Kaltenbrunner）出版。

## 生平
克納爾出生於林茲，他的父親約翰·格奧爾格·克納爾（Johann Georg Kner）是一名稅務官員。他的母親芭芭拉是林務員約翰·馮·阿德勒斯堡（Johann von Adlersburg）的女兒，早先嫁給了藥劑師費利克斯·古列爾莫（Felix Gulielmo），直到費利克斯·古列爾莫去世。芭芭拉在生下魯道夫和他的妹妹寶琳之前，曾與前夫育有一女瑪麗·古利爾莫（Marie Gulielmo）。寶琳·安娜·芭芭拉·克納爾（Pauline Anna Barbara Kner）於1834年與奧地利詩人卡爾·亞當·卡爾特布倫納（Karl Adam Kaltenbrunner）結婚。魯道夫從1818年起在林茲的中學學習，1821年起在高中學習。在此期間，他的叔叔哈爾施塔特·馬克西米利安·克納爾（Hallstatt Maximilian Kner）贈送他一批礦物，鼓勵他學習自然科學。從 1823 年起，他進入克雷姆斯明斯特 Stiftsgymnasium 學校學習。他的教父伊格納茨-魯道夫-比紹夫（Ignaz Rudolph Bischoff）曾任林茨市長，並在軍隊中擔任醫生。1826年起，他進入克雷姆斯明斯特的Lycaeum學習，對植物學產生了濃厚的興趣。1828年，他前往維也納學習醫學，在那裡他聆聽了弗朗茨·弗萊赫倫·馮·雅金（Franz Freiherrn von Jacquin）和約翰·里特爾·馮·舍勒（Johann Ritter von Scherer）的講座。他於1835年獲得醫學學位。之後，他在維也納的Kaiserlichen Hof-Naturalienkabinett（現為維也納自然史博物館）工作，與約翰·雅各布·赫克爾等人共事。1840年，他陪同赫克爾前往達爾馬提亞進行採集。1841年，他成為利沃夫大學自然科學教授。1849年11月16日，他回到維也納擔任動物學教授。他的主要研究領域是魚類學，並對古生物學和地質學感興趣。
1868年，克納爾中風臥床不起。他在瓦爾德格的奧德去世，享年59歲。

## 外部連結
- 互联网档案馆中魯道夫·克納爾的作品或与之相关的作品
- Svojtka, M. (2006): Rudolf Kner und sein Beitrag zu den Erdwissenschaften.- Berichte der Geologischen Bundesanstalt (Vienna), 69: 73-75 http://www.geologie.ac.at/filestore/download/BR0069_073_A.pdf%5B%5D (in German)
- Svojtka, M. (2007): Eindrücke aus der Frühzeit der geologischen Erforschung Ostgaliziens (Ukraine): Leben und erdwissenschaftliches Werk von Rudolf Kner (1810-1869). In: Geo.Alp (Innsbruck), Sonderband 1: 145-154 http://www.uibk.ac.at/downloads/c715/geoalp_sbd1_07/svojtka.pdf （页面存档备份，存于） (in German)
- Natural history museum, Vienne: History of the fish collection